# Thamnium cobanense
Thamnium cobanense là một loài Rêu trong họ Neckeraceae. Loài này được (Müll. Hal.) R.S. Williams miêu tả khoa học đầu tiên năm 1912.